# Kuhlia munda
Kuhlia munda är en fiskart som först beskrevs av De Vis, 1884.  Kuhlia munda ingår i släktet Kuhlia och familjen Kuhliidae. IUCN kategoriserar arten globalt som otillräckligt studerad. Inga underarter finns listade i Catalogue of Life.